# Left Behind (película de 2014)
Left Behind (conocida en español como: Desaparecidos sin rastro, La última profecía, Apocalipsis y El Apocalipsis) es una película estadounidense de suspenso apocalíptico dirigida por Vic Armstrong, con guion de Paul LaLonde y John Patus. Basada en la novela homónima de Tim LaHaye y Jerry B. Jenkins, que deriva de una interpretación dispensacionalista de algunas profecías bíblicas, es una nueva versión de Left Behind: The Movie (2000). Se estrenó el 3 de octubre de 2014.

## Trama
En el aeropuerto de Nueva York, Chloe Steele espera a su padre Rayford Steele, que es piloto de avión. Mientras espera conoce al periodista Buck  Williams. Su padre al parecer engaña a su esposa Irene Steele con una azafata llamada Hattie Durham, sin que Hattie sepa que Rayford estaba casado. Cuando su padre pasa por donde está Chloe, su hija empieza a sospechar que su padre engaña a su madre con otra. Sin previo aviso, millones de personas en todo el mundo se desvanecen en el evento bíblico llamado El Rapto. Eso hace que los vehículos se accidenten, ocasionando disturbios y saqueos. El piloto de línea Ray Steele trata de lidiar con sus pasajeros, histéricos por la desaparición de varios de ellos. Él también tiene que tratar de aterrizar el avión cuando los aeropuertos están llenos de restos de accidentes, mientras se preocupa por su familia. El periodista Buck Williams (Chad Michael Murray) se esfuerza por entender este evento devastador. La hija de Ray, Chloe (Cassi Thomson), lucha por encontrar a su madre y hermano.

## Elenco
- Nicolas Cage como Rayford Steele.
- Chad Michael Murray como Buck Williams.
- Cassi Thomson como Chloe Steele.
- Nicky Whelan como Hattie Durham.
- Jordin Sparks como Shasta Carvell.
- Lea Thompson como Irene Steele.
- Lance E. Nichols como Bruce Barnes.
- William Ragsdale como Chris Smith.
- Martin Klebba como Melvin Weir.
- Quinton Aaron como Simon.
- Judd Lormand como Jim.
- Lolo Jones como Lori.
- Stephanie Honoré como Kimmy.
- Gary Grubbs como Dennis.
- Georgina Rawlings como Venice Baxter.
- Han Soto como Edwin.
- Alec Rayme como Hassid.
- Lauren Swinney como Hortense.
- Major Dodson como Rayford "Raymie" Steele, Jr.
- John McConnell como Big Man.
- Tom Lawson Jr. como Anciano.

## Producción
El 7 de agosto de 2008, Cloud Ten Pictures anunció que había firmado un acuerdo de conciliación para resolver las dos demandas en su contra y Namesake Entertainment, quien coprodujo las películas. La demanda fue presentada por Tim LaHaye. El acuerdo puso fin a una disputa legal sobre los derechos cinematográficos de Left Behind que comenzaron en 2000.

## Respuesta crítica
La película recibió reseñas negativas por parte de los críticos y la audiencia. En el sitio web Rotten Tomatoes, Left Behind tiene un 2% de aprobación por los críticos, y un 17% por parte de la audiencia. El consenso del sitio dice: «Sin duda, "La última profecía" ha dejado una mancha oscura en la carrera de Nicolas Cage"».